# 釧路地方裁判所
釧路地方裁判所（くしろちほうさいばんしょ）は、北海道釧路市にある日本の地方裁判所の一つで、北海道を管轄している。略称は、釧路地裁（くしろちさい）。帯広、網走、北見、根室に支部を置いている。
管内には、釧路・帯広・網走・北見・根室・本別・遠軽・標津の8つの簡易裁判所が設置されている。また、釧路・帯広・北見の3つの検察審査会も設置されている。

## 沿革
- 1882年（明治15年）、北海道根室郡根室町に根室始審裁判所（1890年から根室地方裁判所）が設置される[1]。
- 1905年（明治38年）、根室地方裁判所釧路支部が設置される[2]。
- 1916年（大正05年）、根室地方裁判所を釧路郡釧路町（現・釧路市）に移転、釧路地方裁判所と改称[3]。釧路支部を廃止して根室支部を置く[4]。上級裁判所は函館控訴院。
- 1918年（大正07年）、網走支部を置く[5]。
- 1921年（大正10年）、上級裁判所である函館控訴院が札幌区（現・札幌市）に移転、札幌控訴院に改称。
- 1946年（昭和21年）、帯広支部を置く[6]。
- 1947年（昭和22年）、北見支部を置く[7]。

## 所在地
- 本庁：北海道釧路市柏木町4-7  北緯42度58分20.2秒 東経144度23分25.1秒 / 北緯42.972278度 東経144.390306度
JR根室線・釧網線 釧路駅から白樺台行き（18番，53番）バス乗車 ｢裁判所坂下｣停留所下車徒歩3分
- 帯広支部：北海道帯広市東8条南9丁目1  北緯42度55分22.9秒 東経143度13分3秒 / 北緯42.923028度 東経143.21750度
JR根室線 帯広駅北口バスターミナル7番のりば 南商あかしや線あかしや団地行き（21系統）バス乗車 ｢裁判所前｣停留所下車すぐ
- 網走支部：北海道網走市台町2丁目2-1  北緯44度1分4.5秒 東経144度16分50.4秒 / 北緯44.017917度 東経144.280667度
JR石北線・釧網線 網走駅からつくしヶ丘行き，東京農大行き，羽衣公園行きバス乗車 ｢台町2丁目｣停留所下車徒歩2分
- 北見支部：北海道北見市寿町4丁目7-36  北緯43度48分44.7秒 東経143度52分43.9秒 / 北緯43.812417度 東経143.878861度
JR石北線 北見駅（バス停｢二条通｣）から緑ヶ岡団地線乗車 ｢花月町｣停留所下車徒歩3分
- 根室支部：北海道根室市敷島町2丁目3  北緯43度19分35秒 東経145度34分39秒 / 北緯43.32639度 東経145.57750度
JR花咲線 根室駅から徒歩10分

## 管轄
本庁
- 釧路市・釧路郡釧路町・厚岸郡厚岸町・浜中町・川上郡標茶町・弟子屈町・阿寒郡鶴居村・白糠郡白糠町

根室支部
- 根室市・標津郡中標津町・標津町・野付郡別海町・目梨郡羅臼町

帯広支部
- 帯広市・河西郡芽室町・中札内村・更別村・広尾郡大樹町・広尾町・十勝郡浦幌町・上川郡新得町・清水町・河東郡音更町・士幌町・上士幌町・鹿追町・中川郡幕別町・池田町・豊頃町・本別町・足寄郡足寄町・陸別町

北見支部
- 北見市（旧常呂郡常呂町域を除く）・網走郡美幌町・津別町・常呂郡訓子府町・置戸町・佐呂間町・紋別郡遠軽町・湧別町

網走支部
- 網走市・網走郡大空町・北見市（旧常呂郡常呂町域に限る）・斜里郡斜里町・清里町・小清水町

※ただし、行政事件、根室・網走の各支部の執行事件（不動産競売、債権、財産開示）、根室支部管内の合議事件および裁判員裁判は本庁で、網走支部管内の合議事件は北見支部でそれぞれ取り扱う。

## 歴代所長
（任期、後職）　釧路家庭裁判所長との兼任
- 上野茂（1990年 - 1993年、神戸家庭裁判所所長）
- 奥山興悦（1995年4月 - 1998年4月、東京高等裁判所部総括判事）
- 松山恒昭（1998年4月 - 1999年6月、大阪高等裁判所部総括判事）
- 塚原朋一（1999年 - 2001年、甲府地方裁判所長・甲府家庭裁判所長）
- 末永進（2001年 - 2004年3月、札幌高等裁判所部総括判事）
- 小池信行（2004年3月 - 2006年1月、定年退官）
- 山崎学（2006年 - 2007年3月、札幌地方裁判所長）
- 柴田寛之（2007年3月 - 2008年3月、東京地方裁判所八王子支部長）
- 齋藤隆（2008年3月 - 2010年4月、札幌地方裁判所長）
- 佐久間邦夫（2010年4月 - 2011年8月、札幌地方裁判所長）
- 林圭介（2011年8月 - 2013年3月、大阪高等裁判所部総括判事）
- 浜秀樹（2013年3月 - 2014年6月、東京地方裁判所立川支部長）
- 樋口裕晃（2014年6月 - 2015年12月、大阪高等裁判所部総括判事）
- 登石郁朗（2015年12月 - 2017年9月、札幌高等裁判所部総括判事）
- 本多知成（2017年9月 - 2019年4月、札幌高等裁判所部総括判事）
- 山田明（2019年4月 - 2020年12月、大阪高等裁判所部総括判事）
- 髙木順子（2020年12月 - 2022年2月、依願退官[8]）
- 長谷川浩二（2022年2月 - 2023年5月、大阪高等裁判所部総括判事[9]）
- 青沼潔（2023年5月 - [10]）